# Joe Schobert
Joe Schobert (Waukesha, 6 novembre 1993) è un giocatore di football americano statunitense che milita nel ruolo di linebacker nella National Football League (NFL).

## Carriera professionistica

### Cleveland Browns
Schobert al college giocò a football con i Wisconsin Badgers dal 2012 al 2015. Fu scelto nel corso del quarto giro (99º assoluto) nel Draft NFL 2016 dai Cleveland Browns. Debuttò come professionista nel primo turno contro i Philadelphia Eagles mettendo a segno un tackle e un passaggio deviato. Sette giorni dopo disputò la sua prima gara come titolare contro i Baltimore Ravens. La sua stagione da rookie con disputando tutte le 16 partite, 4 delle quali come titolare, con 28 tackle e 0,5 sack.
Nel 2017 Schobert divenne stabilmente titolare nella difesa dei Browns, concludendo la sua seconda stagione come leader della NFL in tackle con 144 (alla pari con Preston Brown dei Buffalo Bills e di Blake Martinez dei Green Bay Packers) e venendo convocato per il suo primo Pro Bowl al posto dell'infortunato Ryan Shazier.
Nel dodicesimo turno della stagione 2019 Schobert fece registrare 5 tackle, 4 passaggi deviati e 2 intercetti nella vittoria sui Miami Dolphins che gli valsero il premio di miglior difensore dell'AFC della settimana.

### Jacksonville Jaguars
Il 18 marzo 2020 Schobert firmò un contratto quinquennale del valore di 53,75 milioni di dollari con i Jacksonville Jaguars.

### Pittsburgh Steelers
Il 13 agosto 2021 Schobert fu scambiato con i Pittsburgh Steelers per una scelta del sesto giro.

## Palmarès
- Convocazioni al Pro Bowl: 1

2017
- Difensore dell'AFC della settimana: 1

12ª del 2019